# Svenska Hollywoodfruar
Svenska Hollywoodfruar var en svensk reality-TV-serie från 2009–2019 som följde svenska kvinnor i Hollywood och deras glamourösa liv. Första avsnittet sändes på TV3 den 14 september 2009 och blev en tittarsucce med över 600 000 tittare. I mars 2020 meddelade TV3 att den trettonde säsongen blev den sista.

## Koncept och produktion

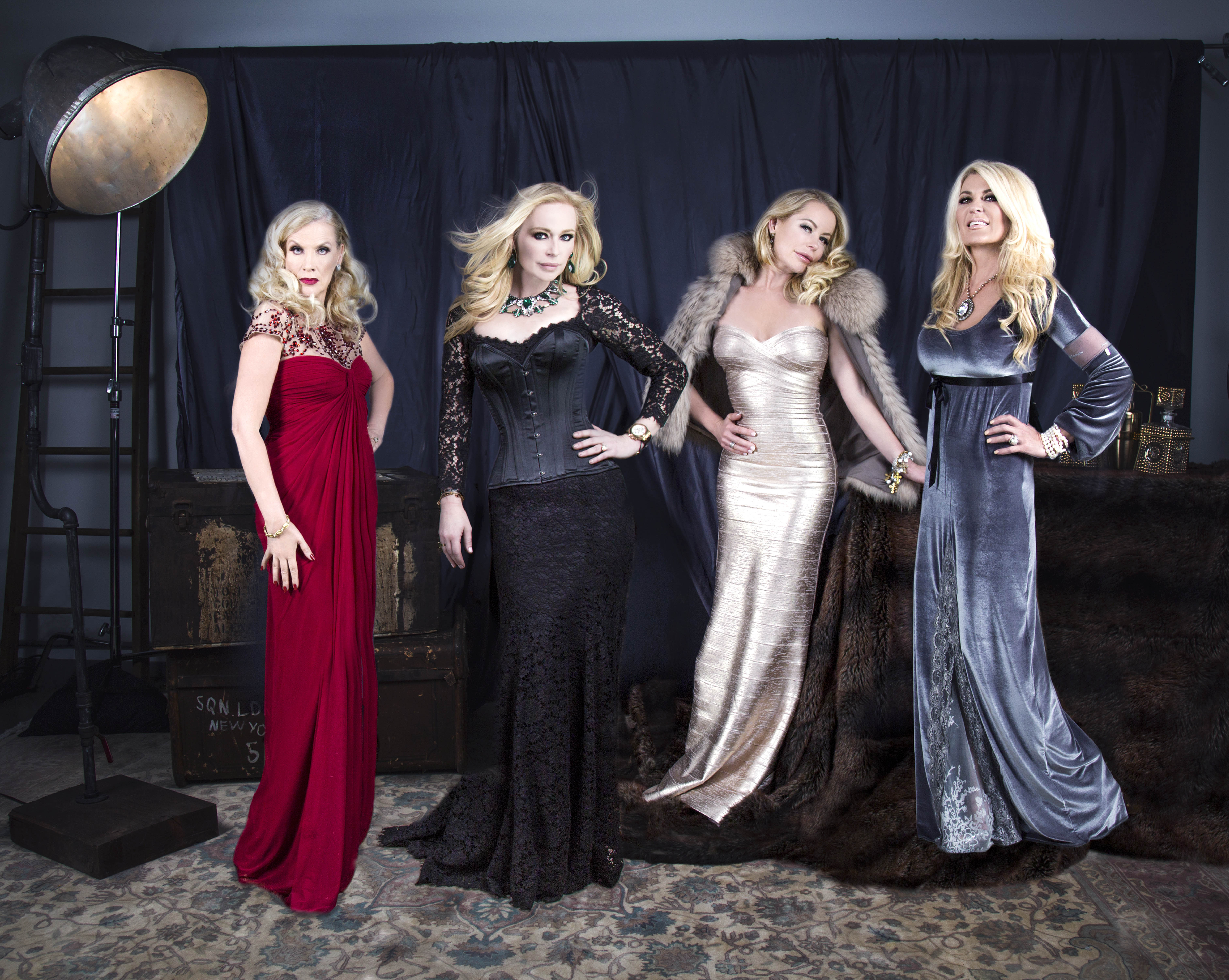
Fruarna Maria Montazami, Gunilla Persson, Åsa Vesterlund, Isabel Adrian vid en plåtning för Svenska Hollywoodfruar

Svenska Hollywoodfruar var en svensk dokumentärserie i reality-TV-format. Första säsongen följer de tre svenska kvinnorna Anna Anka, Maria Montazami, och Agnes-Nicole Winter, alla gifta med rika amerikanska män. Konceptet kommer från den amerikanska media-franchisen The Real Housewives med serier som The Real Housewives of Orange County, New York City, Atlanta, och New Jersey. Anders Knave, programdirektör på TV3, kommenterade: "The Real Housewives shows är väldigt populära och vi ville gå ett steg längre. Därför har vi letat upp svenska kvinnor i Hollywood, som har gift sig med rika män och lever, vad man skulle kunna kalla, det ultimata lyxlivet." Knave bekräftade också att fruarna inte följer några instruktioner från produktionen utan serien följer bara deras vardagliga liv.
Första avsnittet av Svenska Hollywoodfruar sändes 14 september 2009 och sågs av 600 000 tittare, vilket gjorde det till den dagens mest sedda program. Övriga program på samma sändningstid som TV4:s Kändisdjungeln och Kanal 5:s CSI: NY, sågs av 527 000 respektive 504 000 tittare. Premiären av säsong 2 sågs av 594.000. Det andra avsnittet blev TV3:s mest sedda avsnitt på länge med hela 1 000 100 tittare. Serien vann "Årets realityprogram" under Kristallen 2010. Fyra spinoff på serien finns, Svenska New York-fruar, Montazami med vänner, Maria and Mindy - Best friends forever och The Eklands.
Under våren 2015 visades säsong 8 (6 avsnitt) av svenska hollywoodfruar med Maria Montazami, Gunilla Persson, Åsa Vesterlund. Agnes-Nicole Winter gjorde en comeback och vi fick även se den nya hollywoodfrun, Caroline Grane.
I säsong 12 som sändes under hösten 2018 gjorde Anna Anka en comeback och deltog tillsammans med fruarna Maria Montazami, Gunilla Persson, Elena Belle och Sofie Prydz. I säsongsavslutningen kom Isabel Adrian, Åsa Vesterlund, Siv Cotton, Margareta Svensson och Päivi Hacker tillbaka till programmet som alla varit tidigare Hollywoodfruar. 

## Fruarna
| Hollywoodfru        | Säsonger | Säsonger | Säsonger | Säsonger | Säsonger | Säsonger | Säsonger | Säsonger | Säsonger | Säsonger | Säsonger | Säsonger | Säsonger |
| Hollywoodfru        | 1        | 2        | 3        | 4        | 5        | 6        | 7        | 8        | 9        | 10       | 11       | 12       | 13       |
| ------------------- | -------- | -------- | -------- | -------- | -------- | -------- | -------- | -------- | -------- | -------- | -------- | -------- | -------- |
| Maria Montazami     |          |          |          |          |          |          |          |          |          |          |          |          |          |
| Anna Anka           |          |          |          |          |          |          |          |          |          |          |          |          |          |
| Agnes-Nicole Winter |          |          |          |          |          |          |          |          |          |          |          |          |          |
| Suzanne Saperstein  |          |          |          |          |          |          |          |          |          |          |          |          |          |
| Lena Jolton         |          |          |          |          |          |          |          |          |          |          |          |          |          |
| Päivi Hacker        |          |          |          |          |          |          |          |          |          |          |          |          |          |
| Isabel Adrian       |          |          |          |          |          |          |          |          |          |          |          |          |          |
| Gunilla Persson     |          |          |          |          |          |          |          |          |          |          |          |          |          |
| Margareta Svensson  |          |          |          |          |          |          |          |          |          |          |          |          |          |
| Siv Cotton          |          |          |          |          |          |          |          |          |          |          |          |          |          |
| Britt Ekland        |          |          |          |          |          |          |          |          |          |          |          |          |          |
| Åsa Vesterlund      |          |          |          |          |          |          |          |          |          |          |          |          |          |
| Caroline Grane      |          |          |          |          |          |          |          |          |          |          |          |          |          |
| Elena Belle         |          |          |          |          |          |          |          |          |          |          |          |          |          |
| Sofie Prydz         |          |          |          |          |          |          |          |          |          |          |          |          |          |
| Jennifer Åkerman    |          |          |          |          |          |          |          |          |          |          |          |          |          |

| Bild                                              | Namn                | Säsong     | Beskrivning |
| ------------------------------------------------- | ------------------- | ---------- | --- |
|                                                   | Maria Montazami     | 1–13       | Maria Montazami föddes i Västerås 1965. År 1987 åkte hon på semester till Los Angeles för att hälsa på sin syster som då bodde där som utbytesstudent. Hon stannade sedan i Los Angeles för att arbeta som servitris, då lärde hon känna ägaren Kamran Montazami ursprungligen från Iran, som hon senare gifte sig med. Ett par år senare blev Kamran Montazami en mycket rik och framgångsrik mäklare och de flyttade till Laguna Niguel. De har fyra barn. Montazami är hemmafru. |
|                                                   | Agnes-Nicole Winter | 1, 3-4, 8  | Agnes-Nicole Winter född 1956 är en svensk skådespelerska och författare från Borås. Hon flyttade till USA i slutet av 80-talet för att arbeta som modell och har sedan dess varit gift tre gånger. Hon bor numera med sina två söner i Beverly Hills och arbetar som filmproducent åt sitt eget filmbolag, Global Star Films. Efter sin senaste skilsmässa besökte Winter en dejtingservice som kallas Millionaires Club i första avsnittet för att hitta en ny man. Hon besöker även en skjutbana med sina söner efter att ha råkat ut för ett inbrott. Ej bekräftad till säsong 9. |
| Gunilla Persson vid en photoshoot för programmet. | Gunilla Persson     | 4–13       | Gunilla Persson föddes i Norrköping 1958, uppvuxen i Högsjö, Vingåkers kommun, hon bor nuförtiden i Hollywood. Hon har tidigare arbetat som reseledare och modell och gjort kändisporträtt för Sveriges radio. Hon har även en dotter, Erika, född augusti 2002. Även Perssons 88-åriga mor Iris bor med familjen i Los Angeles. Från 2016 började även Gunilla sin YouTube karriär med Jakob Vesterberg som kompanjon. |
| Åsa Vesterlund vid en photoshoot för programmet.  | Åsa Vesterlund      | 7–10,12-13 | Åsa Vesterlund föddes 1975 i Hortlax utanför Piteå, och bor idag i Hollywood Hills samt Miami. Vesterlund separerade från sin man Darrin under 2014. Hennes intressen är bland annat djur, fotografering, resor och mode. |
| Isabel Adrian vid en photoshoot för programmet.   | Isabel Adrian       | 3-5, 9, 11 | Isabel Adrian föddes 1977 i Göteborg och är kanske främst känd från TV3:s Expedition Robinson från år 2004. Hon har även jobbat som modell och professionell bloggare. Adrian är gift med discjockeyn Steve Angello. Hon har två döttrar som heter Monday Lily och Winter Rose. |
|                                                   | Anna Anka           | 1, 12      | Anna Åberg föddes i Polen 1971 men adopterades snart av en familj ifrån Bjuv. Hon flyttade till USA 1995 för att försöka arbeta som fotomodell. Sex år senare anställdes hon som personlig tränare av musikern Paul Anka. Åberg och Anka gifte sig 2008, varvid hon bytte efternamn till Anka. De bodde i Westlake Village, med sina barn Ethan and Elli. I det första avsnittet av Svenska Hollywoodfruar följer Anna Anka med sin man på hans konserter runt om i USA. De är nu skilda. |
|                                                   | Suzanne Saperstein  | 2          | Suzanne Saperstein är född 1961 i Avesta och flyttade till USA i unga år. Under en flygresa träffade hon David Saperstein, en amerikansk mångmiljardär. Paret gifte sig och fick barn men skiljde sig år 2005 efter att David hade blivit förälskad i parets svenska nanny, modellen Hillevi Svensson. Deras skilsmässa, som gick till domstol, blev mycket uppmärksammad både i svensk och utländsk media och slutade med att Saperstein fick en icke avslöjad summa pengar av parets förmögenhet som sägs vara värd, enligt TV3:s källor, cirka 100 miljarder. Saperstein äger ett av världens dyraste hus i det exklusiva området Holmby Hills och hon har även en av världens största samlingar av haute couture-kläder[källa behövs]. Saperstein har tidigare medverkat i TV3 serien 45 minuter med Renee Nyberg där hon berättade om sitt exklusiva liv Holmby Hills i Hollywood. Saperstein sålde huset 2014. |
|                                                   | Lena Jolton         | 2-3        | Lena Jolton föddes 1956 i Halmstad. I tonåren flyttade Jolton till Paris för att studera franska, senare flyttade hon till USA. Hon har tidigare varit gift med en miljonär och har en dotter vid namn Cassandra från detta äktenskap. Jolton har även jobbat som modell. Jolton är också väninna med den andra Hollywoodfrun Päivi Hacker och bekant med Suzanne Saperstein. Hon spelar flygvärdinnan i Sällskapsresan. |
|                                                   | Päivi Hacker        | 2-3        | Päivi Hacker föddes i Finland 1958 men växte upp i Västerås och flyttade till USA när hon var 24 år. Hon har studerat konst och litteratur vid Stockholms universitet. Hon har varit gift med en mångmiljonär men de skildes. Sedan 2005 är hon gift med den 44 år gamla affärsmannen Barry. Päivi är väninna med Lena Jolton och bekant med Suzanne Saperstein. |
|                                                   | Margareta Svensson  | 5          | Margareta Svensson föddes 1968 i Varberg. Som sångerska-pianist har hon turnerat runt världen, men första gången hon kom till USA var som dans- och skådespelarstuderande, och därefter, när Frank Sinatra's trummis, Gregg Field, hört henne uppträda i Göteborg och bjöd henne till Los Angeles för att spela in eget material. Margareta Svensson har underhållit många världsstjärnor och världsledare. I mitten av 90-talet kom Margareta Svensson till sångpedagogen Seth Riggs för lektioner. 2008 blev de ett par. Fyra år senare gifte de sig och deras dotter Samantha föddes. Margareta Svensson och Seth Riggs ger även masterclasses och workshops i sång tillsammans. |
|                                                   | Siv Cotton          | 6, 13      | |
|                                                   | Britt Ekland        | 6-7        | |
|                                                   | Caroline Grane      | 8          | Caroline Grane är född 1978 och uppväxt i Stockholm. Hon bor idag i Los Angeles och New York, USA där hon arbetar som fastighetsmäklare. Caroline är singel. |
|                                                   | Sofie Prydz         | 10, 12     | |
|                                                   | Elena Belle         | 10-13      | |
|                                                   | Jennifer Åkerman    | 11         | |